# Hazleton (Pensylwania)
Hazleton – miasto w Stanach Zjednoczonych, w stanie Pensylwania, w hrabstwie Luzerne.
W Hazleton urodził się Lou Barletta, amerykański polityk, kongresman.